# Synskärpa

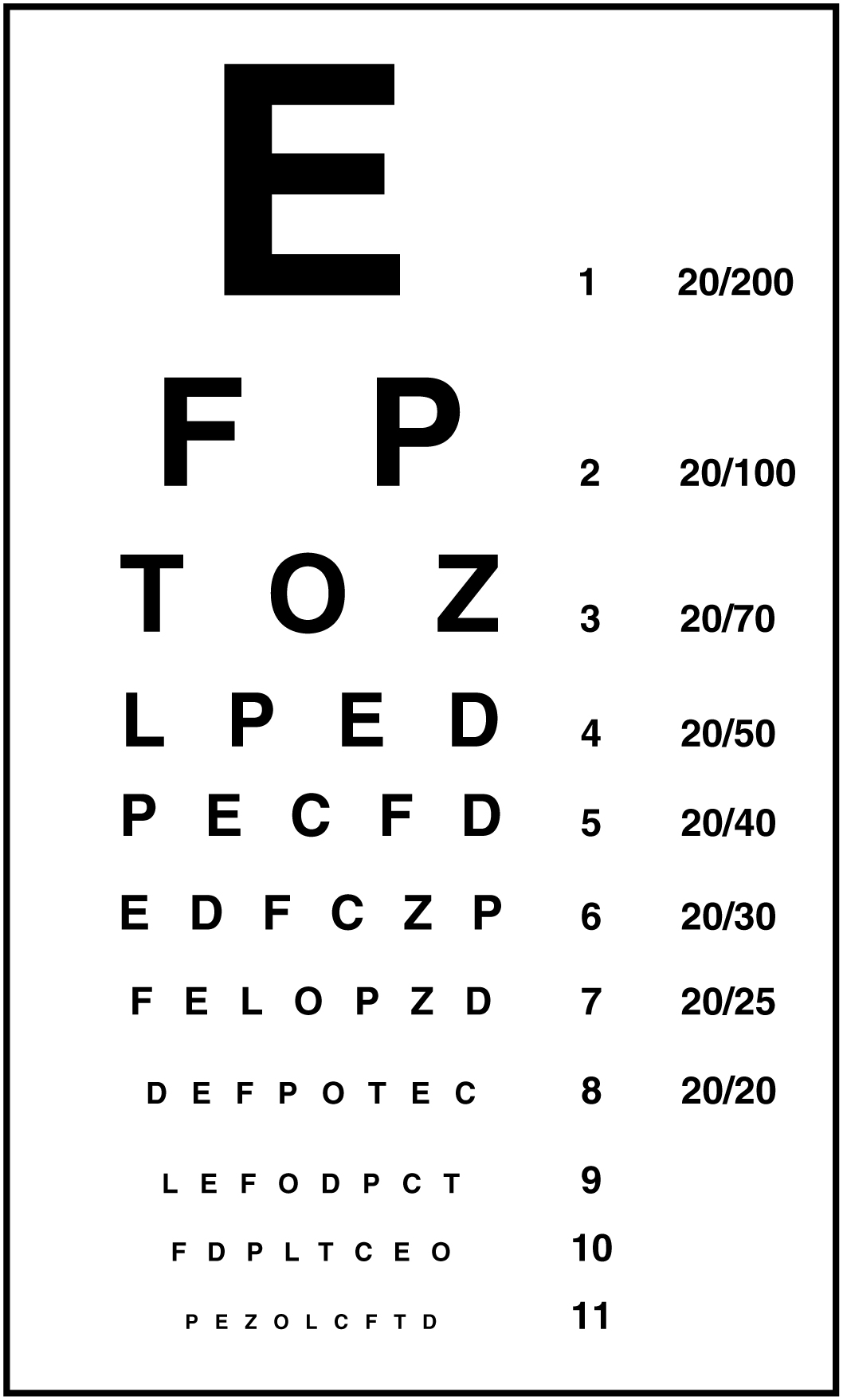
Syntesttavla enligt Herman Snellens konstruktion för mätning av synskärpa

Synskärpa (visus) är ett mått på ögats upplösningsförmåga, d.v.s. förmåga att urskilja små detaljer. Förkortas S eller V beroende på vilket av orden synskärpa eller visus som använts. 
Synskärpan är beroende av
- Skarp bild på näthinnan - ögats optiska system
- Näthinnans konstruktion/funktion - receptorerna på näthinnan
- Synbanorna och centrala nervsystemets funktion - hjärnan

Synskärpan kan definieras och mätas på flera olika sätt. Vanligen mäter man ögats förmåga att känna igen vissa tecken (optotyper), vanligen bokstäver eller siffror. Man har definierat synskärpan till det inverterade värdet av synvinkeln, mätt i bågminuter, på grundstrecken av de minsta optotyperna som ögat kan urskilja. Optotyperna ska ha en bredd och höjd som är fem gånger grundstreckets bredd. 
I Sverige används normalt en decimalskala där synskärpan anges från 0,1 och uppåt. Standardsynskärpan (i dagligt tal benämnd normal synskärpa) (normal visus) sägs vara S=1,0 men variationerna inom det normala kan vara S=0,6 - 1,5. Det finns vissa människor som ser S=2,0 och några lite mer. USA har en skala framtagen 1940 av AMA (American Medical Association) där 0,1 motsvaras av 20/200 och 1,0 av 20/20. Siffran 20 anger i detta fall att provtavlan är på 20 fots avstånd.
Med okorrigerad synskärpa (fri visus) avses avståndssynskärpan hos ett öga utan korrektionsglas (synhjälpmedel), med korrigerad synskärpa avståndssynskärpan hos ett öga med bästa korrektion.